# Р. Н. Сударшан
Раттихалли Нагедра Сударшан (канн. ರಟ್ಟಿಹಳ್ಳಿ ನಾಗೇಂದ್ರ ಸುದರ್ಶನ್; 2 мая 1939 — 8 сентября 2017), более известный как Р. Н. Сударшан — индийский актёр и продюсер. Снялся в более 250 фильмах, преимущественно на каннада, но также на малаялам, телугу и тамильском языках.

## Биография
Сударшан родился 2 мая 1939 года и стал четвёртым сыном в семье актёра и режиссёра Р. Нагендры Рао. Его старшие братья Р. Н. Кришна Прасад и Р. Н. Джаягопал также нашли своё призвание в кино.
В кино он дебютировал в 1961 году, сыграв главную роль в фильме Vijayanagarada Veeraputhra, режиссёром которого был его отец. Впоследствии Сударшан появился в ведущей роли примерно в 50 картинах. Актёр также сыграл факира в нескольких фильмах, основанных на народных сказаниях. Однако в большей части кинолент он выступал в качестве антагониста.
Его самая известная роль — учитель тантры в комедии Prachanda Kulla, вышедшей в 1984 году. Среди других примечательных его работ — роли в фильмах на каннада Mareyada Deepavali (1972) и Matha (2006) и тамильском — Maria, My Darling (1980) и Paayum Puli (1983). В знаменитом «Герое» (1987) Мани Ратнама он исполнил одну из отрицательных ролей вместе со своим братом Джаягопалом.
Актёр несколько раз выступал в качестве закадрового исполнителя, в частности записал песни «Hoovandu Balibandu» и «Irabeku, Irabeku, Ariyada» для фильма Shubhamangala (1975) и «Irabeku Irabeku» для Naguva Hoovu (1971), в котором помимо исполнения главной роли Сударшан выступил в качестве продюсера. Картина была отмечена Национальной кинопремией как лучший фильм на каннада.
А на актрисе Шилашри, исполнившей ведущую женскую роль и написавшей сценарий, Сударшан вскоре женился. Помимо Naguva Hoovu пара снялась вместе в фильмах Kadina Rahasya (1969), Kallara Kalla (1970) и Malathi Madhava (1972).
В 2011 году за вклад в кино на каннада он был отмечен премией имени д-р Раджкумара.
На закате карьеры актёр сосредоточился на работе в сериалах.
Его последним появлением на большом экране стал фильма Zoom, вышедший в 2016 году.
Сударшан скончался 8 сентября 2017 года, находясь на лечении в госпитале Сагар в Бангалоре.